# Paulina D. Jenkins
Paulina Deidre Jenkins, född 1945, är en brittisk zoolog. Hon är förste intendent vid däggdjursavdelningen i Natural History Museum London.
Jenkins studerade vid universitetet i London. Hon har skrivit flera avhandlingar om arter i ordningarna Afrosoricida, äkta insektsätare och gnagare. Hon har bland annat skrivit (vanligen tillsammans med andra auktorer) den första vetenskapliga beskrivningen för den laotiska bergsråttan (Laonastes aenigmamus) och för näbbmusen Crocidura yankariensis.
En gnagare (Saxatilomys paulinae), en näbbmus (Crocidura jenkinsi) och en tanrek (Microgale jenkinsae) är uppkallad efter Jenkins.